# Caldecote (South Cambridgeshire)
Caldecote – wieś w Anglii, w hrabstwie Cambridgeshire, w dystrykcie South Cambridgeshire. Leży 11 km na zachód od miasta Cambridge i 78 km na północ od Londynu. W 2001 miejscowość liczyła 820 mieszkańców.